# Jean Doré
 (août 2018).
Si vous disposez d'ouvrages ou d'articles de référence ou si vous connaissez des sites web de qualité traitant du thème abordé ici, merci de compléter l'article en donnant les références utiles à sa vérifiabilité et en les liant à la section « Notes et références ».
 (août 2018).
Pour les articles homonymes, voir Doré.
Jean Doré, né le 12 décembre 1944 à Montréal et mort le 15 juin 2015, est un avocat et un homme politique québécois. Il est maire de Montréal de 1986 à 1994. 

## Biographie
Jean Doré, né le 12 décembre 1944 dans le Centre-Sud de Montréal, fait ses études classiques au collège Sainte-Croix (baccalauréat ès arts, 1964), puis obtient une licence en droit de l’Université de Montréal. Intéressé aux affaires étudiantes, il est élu président de l'Association générale des étudiants de l'Université de Montréal en 1967. Intéressé également à la communication, il travaille brièvement pour Radio-Canada (1970), puis devient attaché de presse du chef du Parti québécois, René Lévesque, durant la campagne de 1970 et en 1971.
En 1972, il assume les fonctions de directeur général de la Fédération des associations coopératives d'économie familiales (ACEF), puis il en accède à la présidence en 1975. À ce titre, il intervient dans le débat qui entoure l'adoption de la première Loi québécoise de protection des consommateurs.
Parallèlement à sa carrière d'avocat, Jean Doré milite activement au sein de la Ligue des droits de l'Homme et participe à la fondation du Rassemblement des citoyens de Montréal (RCM) en 1974. Il en devient le trésorier. Doré est également présent au petit écran. En 1978, il présente une série de 20 émissions sur la publicité à la télévision de Radio-Québec, en collaboration avec le publicitaire et professeur Claude Cossette.

### Chef du RCM
Jean Doré accède au poste de chef du Rassemblement des citoyens de Montréal (RCM) en 1982 et brigue les suffrages lors des élections municipales du 14 novembre. Il est défait par le maire sortant Jean Drapeau, qui obtient son 8e mandat avec 174 306 voix contre 129 706 pour Doré. Sa bonne performance fait en sorte que le RCM revient en force au conseil avec 15 conseillers sur 54. Il devient le chef de l'opposition et obtient un siège de conseiller municipal en 1984 dans une élection partielle provoquée par le départ de Jean Roy, conseiller de la première heure, qui a choisi de lui laisser son siège.
Au cours des deux années qui suivent, Jean Doré travaille à faire du RCM une alternative représentative et rassembleuse. Il consolide les ponts avec tous les milieux, y compris celui des affaires, recentre certains éléments du programme, recrute une équipe complète, et élabore un programme de transition.

### Maire de Montréal
Jean Doré est élu maire de Montréal lors des élections municipales du 9 novembre 1986 avec 67,70 % des voix : 230 025 voix contre 99 739 pour son adversaire Claude Dupras du Parti civique. Les candidats du RCM obtiennent 55 des 58 postes de conseillers. Il est réélu avec 59,20 % des voix en 1990. 
Au cours de ses deux mandats à la tête de la Ville, il s’avère un politicien au style consensuel, mais affirmé. D’une solidité et d'une probité souvent soulignées, il fait face à de nombreuses tempêtes, notamment celle créée par l’aile radicale du syndicat des cols bleus de la Ville, et mène de nombreuses batailles fructueuses comme celle du maintien de l’Hôtel-Dieu au centre-ville, tout en se faisant remarquer sur de nombreuses tribunes nationales et internationales pour sa maîtrise des dossiers et sa capacité à transiger avec les différents paliers de gouvernement et organisations internationales. Communicateur rigoureux, refusant de céder à la facilité, il œuvre avec force et conviction au service des citoyens montréalais.[réf. nécessaire]

### Réalisations de Jean Doré et du RCM (1986-1994)

#### Décentralisation
L’administration RCM crée les bureaux Accès-Montréal. Il découpe la Ville en 9 arrondissements dotés de conseils d'arrondissements. 

#### Urbanisme et aménagement urbain
Dès 1987, l'administration élabore un plan directeur du centre-ville, adopte des règlements pour le contrôle des démolitions et met en place des programmes de protection et de mise en valeur du patrimoine bâti. Montréal adopte à l'occasion de son 350e anniversaire (1992) le premier plan d'urbanisme de son histoire, fruit d’une concertation des acteurs du développement de la métropole et de l’appareil municipal. 

#### Grands projets urbains
De grands projets urbains transforment la ville. La consolidation du centre-ville et notamment le déménagement de l'OACI dans le futur quartier international; le Faubourg Québec, le Faubourg Saint-Laurent et le Faubourg des Récollets pour repeupler le centre de Montréal, la revitalisation des anciennes usines Angus, le désenclavement du Sud-Ouest et le développement des abords du Canal Lachine ou du Quartier des Musées en témoignent. Sans oublier la mise en valeur du Vieux-Port, de la rue de la Commune et du Champ-de-Mars, la construction du Musée d’archéologie et d’histoire de la Pointe-à-Callières et la rénovation du Marché Bonsecours. 
Des ententes conclues au fil des ans vont permettre la réalisation de plusieurs autres projets, tels que la construction du pont Wellington et du boulevard Henri-Bourassa pour désenclaver le Nord-est montréalais et de projets urbains structurants comme la renaturalisation du Mont-Royal, l'implantation du Cirque du Soleil dans Saint-Michel et la réfection de la portion ouest de la rue Sainte-Catherine.

#### Les femmes et Montréal
Dès sa création, le RCM s’engage à faire une place importante aux femmes à Montréal. Léa Cousineau et les femmes du caucus s’emploient, avec l’appui de Jean Doré, à changer les choses. Les femmes ont dorénavant accès aux postes de cadre et aux emplois non traditionnels, des programmes d'accès à l'égalité sont mis en place. Montréal se dote d’un règlement restreignant l’affichage pornographique. On exige de tous les services de la culture au service de police et à l’aménagement des parcs qu’ils intègrent à tous les niveaux les besoins et les préoccupations des Montréalaises.

#### Le350eanniversairede Montréal
Les célébrations de 1992 auront été l’occasion pour la Métropole de se doter, avec l’aide des gouvernements, de nouveaux équipements dont l’aménagement du Vieux-Port, le Biodôme, le Musée de la Pointe-à-Callières, le réaménagement de l’île Sainte-Hélène et de plusieurs grandes places publiques, dont le belvédère du Mont-Royal, le Champ-de-Mars et la place Émilie-Gamelin. 

#### Ville animée, métropole culturelle
Jean Doré prend sur lui de convaincre les maires de la CUM de tripler en trois ans le budget du Conseil des arts, donnant ainsi de véritables moyens au Conseil tel qu’on le connaît aujourd’hui.

#### Une vision de métropole
C’est à la demande de Jean Doré qu’a été mis sur pied le groupe de travail sur Montréal et sa région. Montréal plaide en faveur d’une véritable ville-région et de la mise en commun de la promotion touristique, de la promotion économique à l’étranger, du soutien à la culture, du développement collectif et de la planification stratégique du territoire. L’Administration propose aussi pour la première fois la consolidation des secteurs urbanisés de l’agglomération. Il faut plusieurs années pour que soit constituée la Communauté métropolitaine de Montréal et dix ans de plus pour qu’elle adopte son premier plan de développement. C'est aussi à la demande du RCM que le gouvernement du Québec crée un premier comité ministériel de développement du Grand Montréal. En 1994, avant les élections québécoises, Jean Doré convient avec les chefs des grands partis, Daniel Johnson et Jacques Parizeau, des gestes à poser pour donner à Montréal un véritable statut de métropole.

#### Montréal, ville internationale
L’administration et son maire Jean Doré s’affairent à attirer de nombreux sièges sociaux  et à développer des relations privilégiées avec les grandes villes et à les concrétiser par des protocoles de collaboration et des échanges d’expertises. En octobre 1991, Montréal accueille notamment les maires de New York, Paris, Moscou, Mexico et Tokyo dans le cadre du Sommet des grandes villes du monde. Jean Doré est désigné comme porte-parole des villes au grand Sommet de la Terre à Rio de Janeiro.

### L'après-carrière politique
Jean Doré, défait par Pierre Bourque aux élections de 1994, tente en vain un retour en politique aux élections municipales de 1998, sous la bannière d'Équipe Montréal.
Après sa carrière politique, il occupe le poste de Directeur principal, développement des affaires, financement institutionnel et services bancaires à la Caisse centrale Desjardins. Il est également actif dans les milieux communautaires et culturels de Montréal et préside la Fondation des Auberges du cœur du Québec, qui soutient près d'une trentaine de maisons d'hébergement pour les jeunes sans-abri ou en difficulté, de 2001 à 2011. À sa retraite, il combat un cancer du pancréas diagnostiqué à l'été 2014. Il en meurt le 15 juin 2015.

## Hommage
Son initiative la plage Jean-Doré est officiellement nommé en son honneur en 2015. Les règles de la Commission de toponymie prévoient qu'une personne doit être morte depuis au moins un an avant que l'on approuve un changement de nom pour lui rendre hommage. Mais après avoir appris que Doré est atteint d'un cancer incurable, le maire Denis Coderre annonce le 15 octobre 2014 son intention de demander l'autorisation de changer le nom.